# Seznam slovenských hráčů v NHL v sezóně 2006/2007
Seznam slovenských hráčů v NHL v sezóně 2006/2007 uvádí slovenské hokejisty, kteří v této sezóně hráli za některý tým v kanadsko-americké NHL.

| Tým                 | Věk | Hráč               | Post | Počet zápasů ZČ | Branky ZČ | Asistence ZČ | Body ZČ | Počet zápasů v play off | Branky v play off | Asistence v play off | Body v play off |
| ------------------- | --- | ------------------ | ---- | --------------- | --------- | ------------ | ------- | ----------------------- | ----------------- | -------------------- | --------------- |
| Atlanta Thrashers   | 27  | Marián Hossa       | F    | 82              | 43        | 57           | 100     | 4                       | 0                 | 1                    | 1               |
| Minnesota Wild      | 32  | Pavol Demitra      | F    | 71              | 25        | 39           | 64      | 5                       | 1                 | 3                    | 4               |
| New York Islanders  | 32  | Miroslav Šatan     | F    | 81              | 27        | 32           | 59      | 5                       | 1                 | 2                    | 3               |
| Los Angeles Kings   | 30  | Ľubomír Višňovský  | D    | 69              | 18        | 40           | 58      | Ne                      |                   |                      |                 |
| Minnesota Wild      | 24  | Marián Gáborík     | F    | 48              | 30        | 27           | 57      | 5                       | 3                 | 1                    | 4               |
| Florida Panthers    | 34  | Jozef Stümpel      | F    | 73              | 23        | 34           | 57      | Ne                      |                   |                      |                 |
| Dallas Stars        | 27  | Ladislav Nagy      | F    | 80              | 12        | 43           | 55      | 7                       | 1                 | 1                    | 2               |
| Boston Bruins       | 29  | Zdeno Chára        | D    | 80              | 11        | 32           | 43      | Ne                      |                   |                      |                 |
| Ottawa Senators     | 21  | Andrej Meszároš    | D    | 82              | 7         | 28           | 35      | 20                      | 1                 | 6                    | 7               |
| Colorado Avalanche  | 24  | Marek Svatoš       | F    | 66              | 15        | 15           | 30      | Ne                      |                   |                      |                 |
| Florida Panthers    | 26  | Juraj Kolník       | F    | 64              | 11        | 14           | 25      | Ne                      |                   |                      |                 |
| Minnesota Wild      | 26  | Branko Radivojevič | F    | 82              | 11        | 13           | 24      | 5                       | 0                 | 0                    | 0               |
| New York Islanders  | 30  | Richard Zedník     | F    | 42              | 7         | 14           | 21      | 5                       | 0                 | 0                    | 0               |
| New York Rangers    | 25  | Marcel Hossa       | F    | 64              | 10        | 8            | 18      | 10                      | 2                 | 2                    | 4               |
| Chicago Blackhawks  | 38  | Peter Bondra       | F    | 37              | 5         | 9            | 14      | Ne                      |                   |                      |                 |
| Philadelphia Flyers | 21  | Štefan Ružička     | F    | 40              | 3         | 10           | 13      | Ne                      |                   |                      |                 |
| Washington Capitals | 23  | Milan Jurčina      | D    | 70              | 4         | 8            | 12      | Ne                      |                   |                      |                 |
| Chicago Blackhawks  | 29  | Michal Handzuš     | F    | 8               | 3         | 5            | 8       | Ne                      |                   |                      |                 |
| Pittsburgh Penguins | 29  | Ronald Petrovický  | F    | 31              | 3         | 3            | 6       | 3                       | 0                 | 0                    | 0               |
| St. Louis Blues     | 27  | Peter Sejna        | F    | 22              | 3         | 1            | 4       | Ne                      |                   |                      |                 |
| Florida Panthers    | 26  | Branislav Mezei    | D    | 45              | 0         | 3            | 3       | Ne                      |                   |                      |                 |
| Colorado Avalanche  | 24  | Peter Budaj        | G    | 57              | 0         | 2            | 2       | Ne                      |                   |                      |                 |
| Detroit Red Wings   | 24  | Tomáš Kopecký      | F    | 26              | 1         | 0            | 1       | 4                       | 0                 | 0                    | 0               |
| Montreal Canadiens  | 21  | Jaroslav Halák     | G    | 16              | 0         | 1            | 1       | Ne                      |                   |                      |                 |
| Buffalo Sabres      | 20  | Andrej Sekera      | D    | 2               | 0         | 0            | 0       | Ne                      |                   |                      |                 |
| Ottawa Senators     | 24  | Tomáš Malec        | D    | 1               | 0         | 0            | 0       | Ne                      |                   |                      |                 |

- F = Útočník
- D = Obránce
- G = Brankář